# ROOD
ROOD, socialistische jongeren (pol. "CZERWIEŃ, socjalistyczna młodzież") – holenderska lewicowa organizacja młodzieżowa reprezentująca ideologie socjalistyczną. Zarejestrowana w 2003 roku, działająca jako młodzieżówka Partii Socjalistycznej do 2021 roku od 2023 młodzieżówka Socialisten, ruchu dążącego do budowy partii, rozłamowców z Partii Socjalistycznej. 

## Działalność
ROOD zajmuje się aktywizmem, prowadzi edukację i media społecznościowe, organizuje również demonstracje i wydarzenia kulturalne.
ROOD regularnie uczestniczyło w Europejskim Forum Socjalnym w Paryżu. 

## Program

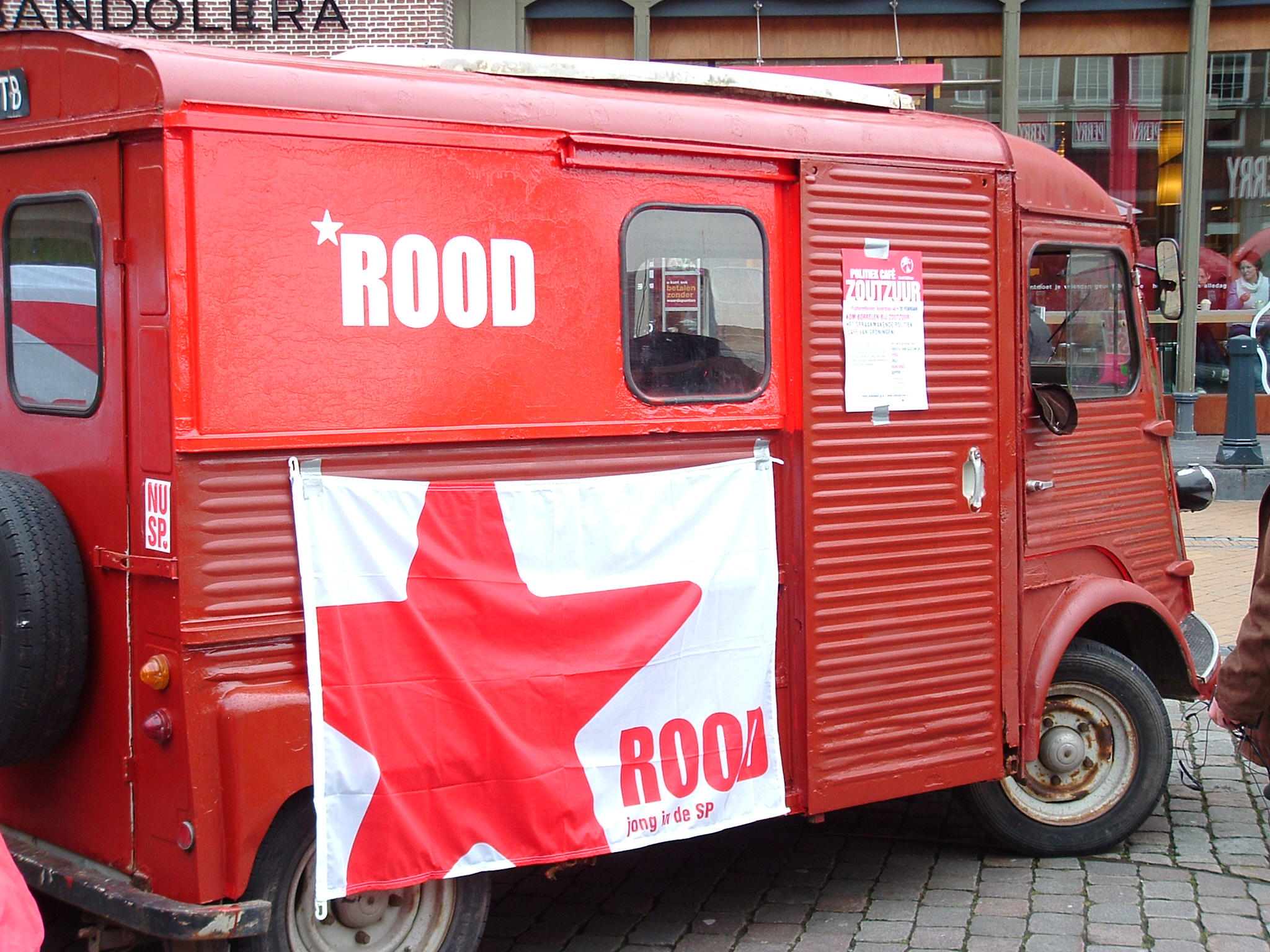
Auto kampanii ROOD w wyborach do Rad Prowincji w 2007 roku

ROOD szerzy postawy takie jak antyimperializm, internacjonalizm, walka z patriarchatem i emancypacja kobiet i osób queerowych. Organizacja widzi kryzys klimatyczny jako produkt kapitalizmu i uznaje rewolucję za potrzebną do zatrzymania globalnego ocieplenia. Organizacja dąży do budowania ruchu pracowniczego, socjalistycznego, pomimo że nie jest partią widzi potrzebę stworzenia partii socjalistycznej z oparciem w ruchu. Ostatecznym celem organizacji jest społeczeństwo bezklasowe oparte na zasadzie „od każdego według jego możliwości, każdemu według jego potrzeb” - komunizm.